# Anneau d'Alma Seidler
 (mai 2025).
Si vous disposez d'ouvrages ou d'articles de référence ou si vous connaissez des sites web de qualité traitant du thème abordé ici, merci de compléter l'article en donnant les références utiles à sa vérifiabilité et en les liant à la section « Notes et références ».
L'anneau d'Alma Seidler (Alma-Seidler-Ring) est une récompense théâtrale créée en 1978 par le gouvernement fédéral autrichien comme un pendant à son homologue masculin, l'anneau d'Iffland. Comme ce dernier, la possession de l'anneau est transmise par testament de sa détentrice à une comédienne jugée digne de lui succéder et de représenter le théâtre de langue allemande tout au long de sa vie.
Le prix a été nommé en hommage à Alma Seidler (1899-1977), actrice du Burgtheater.

## Dépositaires de l'anneau
- 1979–2000 : Paula Wessely
- 2000–2014 : Annemarie Düringer
- Depuis 2014 : Regina Fritsch